# CITEDEF

Emblema do CITEFA.

O Instituto de Investigaciones Científicas y Técnicas para la Defensa (CITEDEF), antigo Instituto de Investigaciones Científicas y Técnicas de las Fuerzas Armadas (CITEFA)
é o um organismo dedicado à execução das atividades de pesquisa e desenvolvimento na Argentina. Vinculado à Subsecretaría de Innovación Científica y Tecnológica da
Secretaría de Planeamiento del Ministerio de Defensa Argentino.

## Ligações Externas
- Site do CITEDEF